# Radio z’Alternatives Bruxelles

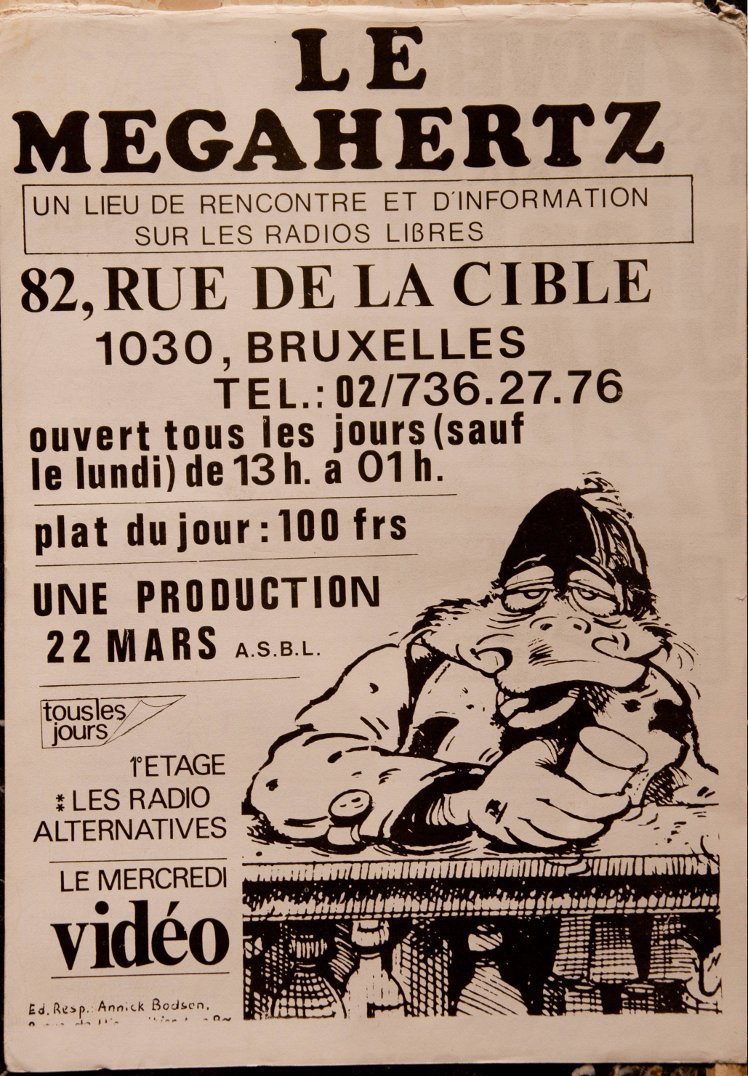
Café Le Mégahertz, 1979

Radio z'Alternatives Bruxelles, dites RZAB, étaient des radios d'art, de musique alternative, de bruits et sons.
Les Radio Z'Alternatives ont commencé avec Radio Brol, en 1978, et se sont constituées en collectif de radios à l'été 1979.
Pionnières de la radio libre, les RZAB ont vécu les temps de la clandestinité radiophonique et de la lutte pour la libération des ondes. Elles ont connu saisies et « casses policières ». Malgré le fait d'avoir été parmi les premières radios reconnues en Belgique, elles ont progressivement disparu de la bande FM, à cause du brouillage des radios commerciales, non-reconnues, émettant quasi sur la même fréquence.
Lors de la disparition des Radio z'Alternatives, certaines de leurs émissions ont été diffusées sur la fréquence de Radio air libre. Cette situation s'est transformée en un partage de fréquence qui laisse à Bruxelles une trace, une survivance des RZAB.